# الكسندر دوغلاس تورنبول
الكسندر دوغلاس تورنبول هو سياسي كندي، ولد في 26 أغسطس 1903 في كندا، وتوفي في 23 يونيو 1993 في فيكتوريا في كندا.